# El Brasil, Linares
El Brasil är en ort i Mexiko.   Den ligger i kommunen Linares och delstaten Nuevo León, i den centrala delen av landet, 600 km norr om huvudstaden Mexico City. El Brasil ligger 510 meter över havet och antalet invånare är 164.
Terrängen runt El Brasil är platt åt nordost, men åt sydväst är den kuperad. Runt El Brasil är det ganska glesbefolkat, med 29 invånare per kvadratkilometer. Närmaste större samhälle är Hualahuises, 11,0 km sydost om El Brasil. I omgivningarna runt El Brasil växer huvudsakligen savannskog.